# 덕은 이씨
덕은 이씨(德恩 李氏)는 충청남도 논산시를 관향으로 하는 한국의 성씨이다. 고려조(高麗朝) 대대로 태사(太師)를 엮임하였던 고려의 정치 교육 명문가의 직계후손 가문이다.
시조 이전(李筌)은 고려(高麗) 고종(高宗) 정순대부(正順大夫) 예의판서(禮儀判書)와 검교장군(檢校將軍)을 지낸 진위군(振威君) 진위 이씨(振威 李氏) 이자영(李自英)의 5세손이며, 한성부우윤(漢城府右尹)을 거쳐 덕은군(德恩君)에 봉해졌다.

## 시조
시조 이전(李筌)은 경주 이씨(慶州李氏)에서 분적(分籍)했다고도 전하는 진위 이씨(振威 李氏)이자영(李自英)의 5세손이며, 공양왕(1392년)의 왕태자(王太子) 정성군(定城君) 왕석(王奭)의 태사(太師)를 지냈고, 조선 태종(太宗)의 태부(太傅)이자 명신(名臣)이었던 문간공(文簡) 이지(李至)의 아들이다.  한성부우윤(漢城府右尹)을 지내고 후에 덕은군(德恩君)에 봉해졌다. 이에 후손들이 그를 시조(始祖)로, 덕은(德恩)을 본관(本貫)으로 하여 세계(世系)를 이어왔다.

## 본관
덕은(德恩)은 충청남도 논산시 은진면의 옛 지명으로, 본래 백제에는 덕근군(德近郡)이었는데 신라 경덕왕이 덕은군(德恩郡)으로 개명하였다. 고려 초에는 덕은(德恩)으로 고쳤다가 1017년(현종 9) 공주에 속하였고, 1406년(태종 6)에 시진현(市津縣)과 합하여 감무를 두었으며 1419년(세종 1) 은진(恩津)으로 고치고 현감(縣監)을 두었다.

## 과거급제자
덕은 이씨는 조선시대 문과 급제자 1명을 배출하였다.
- 이기수(李麒壽, 1542 壬寅生) : 문과(文科) 선조12년(1579) 식년시 병과(丙科)
- 이인무(李仁茂, 1652 壬辰生) : 무과(武科) 숙종4년(1678) 증광시 병과(丙科)
- 이기수(李麒壽, 1542 壬寅生) : 사마시(司馬試) 선조3년(1570) 식년시 이등(二等)
- 이붕수(李鵬壽, 1550 庚戌生) : 사마시(司馬試) 선조21년(1588) 식년시 삼등(三等)
- 이창립(李昌立, 1584 甲申生) : 사마시(司馬試) 인조5년(1627) 식년시 삼등(三等)

## 역대유명인물
- 이운생(李芸生) : 조선 개국후 가선대부(嘉善大夫) 종2품으로 형조참판(刑曹參判) 종2품에 이르러 덕진군(德津君)군에 봉해졌다.
- 이인수(李麟壽) : 사헌부감찰(司憲府監察) 정6품, 진해현감(鎭海縣監) 종6품
- 이기수(李麒壽) : 조선 부제학(副提學) 정3품, 판중추부사(判中樞府事) 중추부 1품
- 이정추(李廷樞) : 조선 부호군(副護軍) 종4품
- 이의춘(李宜春) : 조선 통정대부(通政大夫) 정3품
- 이윤섭(李允燮) : 조선 부호군(副護軍) 종4품
- 이명근(李命根) : 조선 부호군(副護軍) 종4품
- 이명태(李命泰) : 조선 참봉(參奉) 종9품
- 이응규(李應奎) : 조선 병마절제사(兵馬節制使) 정3품
- 이시진(李時陳) : 조선 도사(都事: 중추부 의금부) 종5품

## 인구
통계청의 인구조사에 의하면 덕은이씨는
1985년에는 총 512가구 2,321명,
2000년에는 총 652가구 2,033명이 있는 것으로 조사되었다.